# Castillo (ort i Dominikanska republiken, Duarte, lat 19,21, long -70,03)
Castillo är en ort i Dominikanska republiken.   Den ligger i provinsen Duarte, i den centrala delen av landet, 80 km norr om huvudstaden Santo Domingo. Castillo ligger 80 meter över havet och antalet invånare är 6 328.
Terrängen runt Castillo är platt åt sydväst, men åt nordost är den kuperad. Terrängen runt Castillo sluttar söderut. Runt Castillo är det ganska tätbefolkat, med 192 invånare per kvadratkilometer. Närmaste större samhälle är La Mata, 19,0 km sydväst om Castillo. Omgivningarna runt Castillo är en mosaik av jordbruksmark och naturlig växtlighet.